# Raimundos
Raimundos son una agrupación brasileña de punk rock y hardcore punk originaria de Brasilia.

## Historia

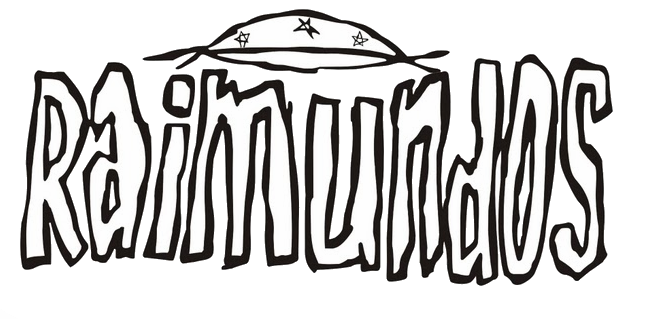
Logotipo de Raimundos.

La agrupación nació en la ciudad de Brasilia en 1987, con grandes influencias de las bandas de punk de los años 1980, especialmente The Ramones. La alineación original fue conformada por los músicos Digão y Rodolfo Abrantes. Grabaron su primera cinta demo en 1993, seguida de su primer álbum de estudio homónimo,. que alcanzó el estatus de disco de oro en Brasil. Desde entonces, han grabado cerca de una decena de álbumes de estudio y varias producciones en directo.
El vocalista Derrick Green, reconocido por su trabajo con la banda Sepultura, participó en su álbum Kavookavala (2002), y João Gordo de Ratos de Porão participó en su primer álbum, Raimundos, aportando los coros en la canción "MM's".
El nombre de la banda alude e ironiza sobre el nombre propio Raimundo, utilizado a veces de forma peyorativa en las capitales del sur de Brasil, ya que es uno de los nombres de pila masculinos más comunes de las personas nacidas o descendientes de las regiones más pobres del nordeste brasileño. También es un homenaje al estilo brasileño a The Ramones.

## Músicos

### Actuales
- Digão: voz (2001-presente), guitarra (1992-presente), coros (1992-2001), batería (1987-1990)
- Marquim: guitarra, coros (2001-presente)
- Caio: batería (2007 - presente)

### Anteriores
- Rodolfo Abrantes: voz, guitarra, percusión (1987 - 2001)
- Fred: batería (1992 - 2007)
- Alf: bajo (2002 - 2007)
- Canisso: bajo, coros (1987 - 2002, 2007 - murió en 2023)

## Discografía

### Álbumes de estudio
- (1994) Raimundos
- (1995) Lavô Tá Novo
- (1996) Cesta Básica
- (1997) Lapadas do Povo
- (1999) Só no Forévis
- (2001) Éramos Quatro
- (2002) Kavookavala
- (2014) Cantigas de Roda

### Álbumes en vivo
- (2000) MTV ao Vivo
- (2011) Roda Viva
- (2014) Cantigas de Garagem
- (2017) Acústico